# 부림절

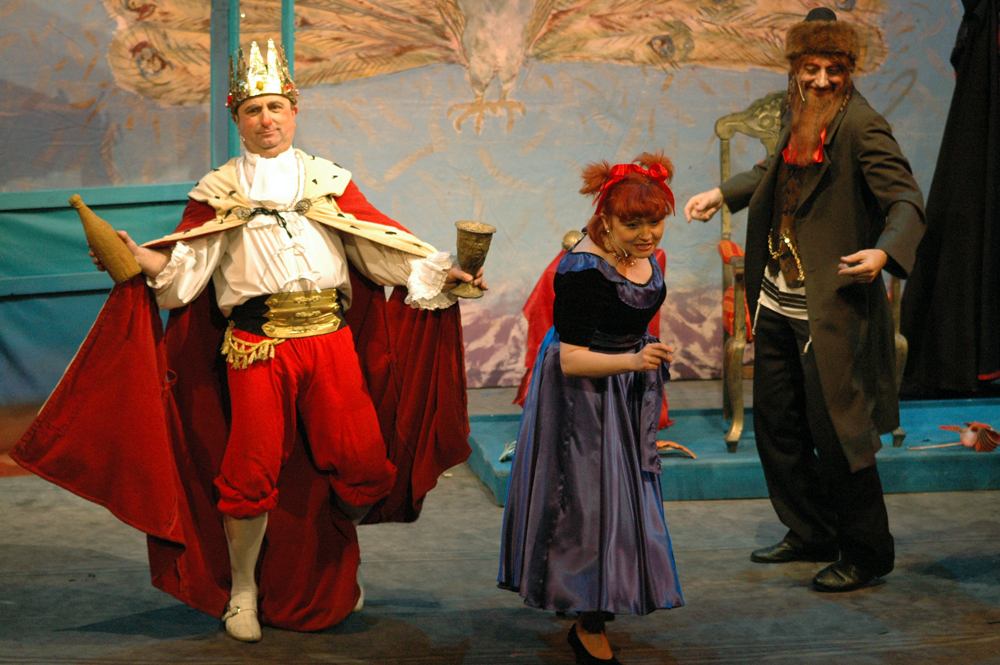

부림절(히브리어: פּוּרִים)은 유대교의 축일이다. 구약성경의 에스델기에 따르면 하만이 유대인을 말살시킬 계획이었으나 이 계획이 모르드개와 그가 입양한 딸 에스더 왕비에 의해 좌절된다. 이러한 해방의 날이 축일이 된 것이다.
유대인들을 대학살 할 계획을 세웠던 유대인들의 원수 "하만"의 귀 모양으로 쿠키를 만들어서 먹으며 하만에 대한 복수와 승리한 것을 기념한다. 부림절이 오면 주변에서 '딱, 딱, 딱' 거리는 소리가 멈추질 않는다. 장난감인 '라야산'의 소리인데 "하만의 이름이 나무에도 돌에도 남지 않게하라"라는 유대전승에 따라 이 시끄러운 소리로 하만의 이름이 묻히게 하는 전통이다.

## 같이 보기
- 에스텔